# 嶋田雄大
嶋田 雄大（しまだ たけひろ、1971年8月13日 - ）は、日本の元プロボクサー。富山県富山市出身。元日本ライト級王者。ヨネクラボクシングジム所属。富山第一高等学校卒業。

## 来歴
マイク・タイソンにあこがれ、プロボクサーになることを決意した。高校卒業後に渡米し、ニューヨークにあったタイソンの自宅を訪ねたが、門前払いされた。
1996年、アマチュア全日本社会人選手権スーパーフェザー級3位になり、プロに転向。3年間のアマチュア戦績は15勝（11KO・RSC）6敗。その内10KOは1R決着。
1997年6月24日、デビュー戦に1RKOで勝利。専属トレーナーはバトルホーク風間。11月8日、3連勝で東日本スーパーフェザー級新人王決勝戦に挑むも、本田正に6R判定負け。
1999年12月17日、3連勝でリック吉村の持つ日本ライト級王座に挑戦。10R判定まで縺れるも、判定負けで王座獲得はならなかった。
2000年11月27日、2連勝後再度リック吉村に挑戦も、またも10R判定負け。
2002年3月9日、日本ライト級王者木村登勇に挑戦。10R判定で勝利し、3度目の挑戦で王座を獲得した。
2004年12月20日、小野淳一・稲田千賢・長嶋健吾ら5人を退け5度防衛した王座を返上。この間に風間が死去し柴田国明がトレーナーとなった。
王座返上後も、竹原慎二&畑山隆則のボクサ・フィットネス・ジムでトレーナーをしながら7戦7勝で世界戦に向け待機していた。
2008年6月12日、WBA世界スーパーフェザー級王者エドウィン・バレロが防衛戦の相手として迎え撃つ予定であったイスラエル・ペレスが膝の故障のため、バレロとの対戦が不可能となり、その代打挑戦者として日本武道館でバレロに挑んだが、7RTKOで敗れ、この時点での日本ボクシング史上最高齢タイトル奪取は叶わなかった。2か月後には37歳になったが、日本王者経験、世界挑戦経験により、以降もJBCからライセンス交付の認可を受けている。
2009年3月16日、日本ライト級6位として、アメス・ディアス（WBA13位）を4R1分47秒KOで下し、再起を果たした。当初は元王者ホセ・アルファロと対戦予定だったが、アルファロ側の事情でキャンセルとなっていた。嶋田はこの試合に対し、東日本ボクシング協会の平成21年3月度月間最優秀選手賞を受けた。
2009年7月3日、WBA世界ライト級王者パウルス・モーゼス陣営よりナミビアでの対戦オファーを受けて4日に正式契約を交わした。王者陣営からの航空券受け取りが3日遅れるなど波瀾もあったが、トレーナーの柴田と会長の米倉健司が同行し、試合を前にドン・キングと3年契約を結んだ。ライト級のタイトルマッチでありながら前日計量はモーゼスが60.7kg、嶋田が60.0kgでパスした。試合は7月25日深夜、ナミビアの首都ウイントフックにあるウィントフック・カントリー・クラブ・リゾートのホテル敷地に仮設されたテント内にて気温3度程度で行われ、0-3（109-119、109-119、110-118）の判定負けを喫し、王座獲得はならなかった。試合直後には再戦を希望して現役続行の意思を表明した。日本国内での現役続行には2年の猶予がある。 
2010年1月15日、アレクシス・サリナスとの10回戦では序盤に右拳を傷めたが、3-0の判定勝利で再起を果たした。
2012年1月10日、40歳の日本ライト級3位として、28歳で日本9位の岩下幸右とのライト級8回戦に大差の判定勝利を収めた。
2012年8月13日、41歳の誕生日にOPBF東洋ライト級6位/日本ライト級1位として、世界ランキング1位でOPBF東洋太平洋ライト級王者の荒川仁人に挑戦したが８ラウンドTKOで敗れた。。

## 戦績
- アマチュアボクシング：21戦15勝（11KO・RSC）6敗
- プロボクシング：34戦27勝（17KO）6敗1分

| 戦           | 日付           | 勝敗 | 時間    | 内容    | 対戦相手                                 | 国籍                     | 備考                                                    |
| ------------ | -------------- | ---- | ------- | ------- | ---------------------------------------- | ------------------------ | ------------------------------------------------------- |
| 1            | 1997年6月24日  | 勝利 | 1R      | KO      | 大見恒宝                                 | 日本 （斉田）            | プロデビュー戦                                          |
| 2            | 1997年8月4日   | 勝利 | 4R      | KO      | 稲垣毅                                   | 日本 （MI花形）          |                                                         |
| 3            | 1997年9月30日  | 勝利 | 4R      | 判定    | 西田光堂                                 | 日本 （ヨネクラ）        | 第54回東日本スーパーフェザー級新人王 トーナメント準決勝 |
| 4            | 1997年11月8日  | 敗北 | 6R      | 判定    | 本田正                                   | 日本 （ヨネクラ）        | 第54回東日本スーパーフェザー級新人王 トーナメント決勝戦 |
| 5            | 1998年4月28日  | 勝利 | 6R      | 判定    | 草間智之                                 | 日本 （三迫）            |                                                         |
| 6            | 1998年8月10日  | 勝利 | 3R      | KO      | 松信秀和                                 | 日本 （宮田）            |                                                         |
| 7            | 1999年3月2日   | 勝利 | 10R     | 判定    | 森岡健                                   | 日本（新日本タニカワ）   |                                                         |
| 8            | 1999年12月17日 | 敗北 | 10R     | 判定    | リック吉村                               | 日本 （石川）            | 日本ライト級タイトルマッチ                              |
| 9            | 2000年2月29日  | 勝利 | 6R      | TKO     | ティティラート・キャットプラサーンチャイ | タイ                     |                                                         |
| 10           | 2000年8月1日   | 勝利 | 2R      | TKO     | ボーイ・リーガス                         | フィリピン               |                                                         |
| 11           | 2000年11月27日 | 敗北 | 10R     | 判定    | リック吉村                               | 日本 （石川）            | 日本ライト級タイトルマッチ                              |
| 12           | 2001年6月19日  | 勝利 | 3R 1:19 | TKO     | ナンナーム・キャットプラサーンチャイ     | タイ                     |                                                         |
| 13           | 2001年11月15日 | 勝利 | 1R 2:19 | KO      | ゴーンスック・キャットチャイヨン         | タイ                     |                                                         |
| 14           | 2002年3月9日   | 勝利 | 10R     | 判定3-0 | 木村登勇                                 | 日本 （横浜光）          | 日本ライト級タイトルマッチ                              |
| 15           | 2002年7月29日  | 引分 | 3R      | 負傷    | 大貫智康                                 | 日本 （アポロ）          | 日本王座防衛1                                           |
| 16           | 2003年1月28日  | 引分 | 8R 0:52 | TKO     | 小野淳一                                 | 日本 （新日本木村）      | 日本王座防衛2                                           |
| 17           | 2003年9月8日   | 勝利 | 10R     | 判定3-0 | 川島辰久                                 | 日本 （三迫）            | 日本王座防衛3                                           |
| 18           | 2004年3月20日  | 勝利 | 10R     | 判定2-0 | 稲田千賢                                 | 日本 （帝拳）            | 日本王座防衛4                                           |
| 19           | 2004年11月20日 | 勝利 | 10R     | 判定3-0 | 長嶋健吾                                 | 日本（エイティーン古河） | 日本王座防衛5／返上                                     |
| 20           | 2005年4月19日  | 勝利 | 2R 0:29 | KO      | チャイナラー・ウアサムパン               | タイ                     |                                                         |
| 21           | 2005年7月28日  | 勝利 | 5R終了  | TKO     | ディッカス・ローリエス                   | インドネシア             |                                                         |
| 22           | 2005年12月20日 | 勝利 | 6R 2:38 | TKO     | スマイル・ブラウン                       | インドネシア             |                                                         |
| 23           | 2006年6月14日  | 勝利 | 4R 1:58 | KO      | 金頭成                                   | 韓国                     |                                                         |
| 24           | 2007年1月30日  | 勝利 | 5R 2:27 | KO      | エンシポック・ソーウォラシン             | タイ                     |                                                         |
| 25           | 2007年5月22日  | 勝利 | 5R 2:03 | KO      | ラモナ・プルバ                           | インドネシア             |                                                         |
| 26           | 2007年11月20日 | 勝利 | 3R 2:27 | KO      | ペットーンカム・シットプラガーイファー   | タイ                     |                                                         |
| 27           | 2008年6月12日  | 敗北 | 7R 1:55 | TKO     | エドウィン・バレロ                       | ベネズエラ （帝拳）      | WBA世界スーパーフェザー級タイトルマッチ                 |
| 28           | 2009年3月16日  | 勝利 | 4R 1:47 | KO      | アメス・ディアス                         | パナマ                   |                                                         |
| 29           | 2009年7月25日  | 敗北 | 12R     | 判定0-3 | パウルス・モーゼス                       | ナミビア                 | WBA世界ライト級タイトルマッチ                           |
| 30           | 2010年1月15日  | 勝利 | 10R     | 判定3-0 | アレクシス・サリナス                     | メキシコ                 |                                                         |
| 31           | 2010年9月29日  | 勝利 | 10R     | 判定2-1 | マイク・トゥンバガ                       | フィリピン               |                                                         |
| 32           | 2011年5月30日  | 勝利 | 2R 2:48 | KO      | ファーサンハン・オーベンジャマッド       | タイ                     |                                                         |
| 33           | 2012年1月10日  | 勝利 | 10R     | 判定3-0 | 岩下幸右                                 | 日本 （グリーンツダ）    |                                                         |
| 34           | 2012年8月13日  | 敗北 | 8R 2:59 | TKO     | 荒川仁人                                 | 日本 （八王子中屋）      | OPBF東洋太平洋ライト級タイトルマッチ                    |
| テンプレート |                |      |         |         |                                          |                          |                                                         |

## 獲得タイトル
- 第49代日本ライト級王座（5度防衛後、返上）